# 고체

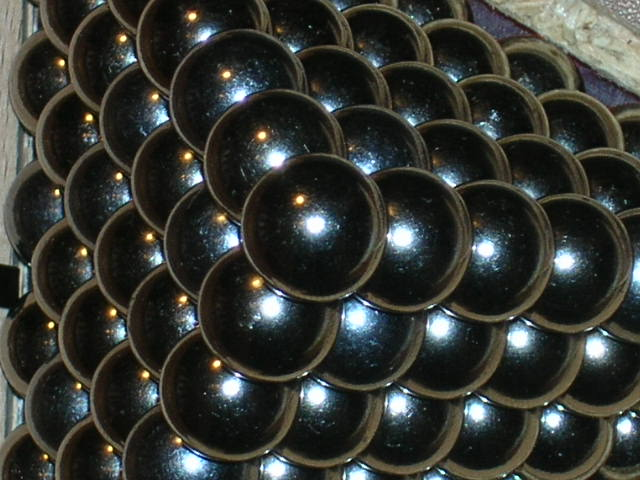

고체(固體)는 물질의 상으로 일정한 결정을 가지고 있어 힘이나 압력의 변화에도 모양이나 부피가 변하지 않는 상태를 말한다. 고체를 다루는 물리학 분야를 고체물리학이라고 한다. 고체에는 소금(염화나트륨)이나 눈의 결정처럼 매우 규칙적인 형태를 취하는 것과 유리나 고무처럼 형태가 불규칙한 덩어리로 되어 있는 것이 있다. 알려진 것 중 가장 가벼운 고체는 무게가 공기의 3배 밖에 되지 않는 에어로젤이다.

## 결정계
액체를 냉각시키면 분자들의 운동이 느려지다가, 마침내 어떤 온도 이하에서는 분자들이 일정한 배열을 이루게 되고 자유로이 돌아다닐 수 없게 된다. 이런 분자(또는 원자)들의 규칙적인 배열의 결과로 평면들로 둘러싸인 모양을 가지게 된 균일한 물질을 결정이라고 한다. 예를 들어, 소금물을 증발시키면 소금이 작은 정육면체들로 석출되는데, 정사각형 평면들로 둘러싸인 이 정육면체들이 소금의 결정인 것이다. 또, 붕산의 결정은 육각형의 얇은 판자 모양이고. 명반의 결정은 팔면체이다. 이와 같이, 결정의 형태는 물질의 종류에 따라 정해져 있다. 그리고 이들 결정은 그 모양의 특징에 따라 몇 개의 그룹으로 분류된다. 지금 염화나트륨 결정(정육면체)의 중심을 지나 각각의 면에 수직인 축을 생각해 보자. 이것들을 a축, b축, c축이라 하고, b축과 c축이 이루는 각을 α, a축과 c축이 이루는 각을 β, a축과 b축이 이루는 각을 γ라고 하면, 염화나트륨 결정의 경우는 α=β=γ이고, 이 각은 모두 90°이다. 또 중심으로부터 각 면에 이르는 a축의 길이를 a, b축의 길이를 b, c축의 길이를 c라고 하면 a=b=c, 즉, 길이가 같은 3축이 직교하는 것이 된다. 이와 같은 성질은 정육면체가 아니라 정팔면체인 명반의 결정에서도 성립된다. 그리하여 이러한 성질을 가진 결정을 일컬어 정방정계(또는 등축 정계)라고 한다.  육각형 결정에서는 전체의 모양이 육각형이라고 하면 축(결정축)은 4개가 된다. 위·아래에 있는 정육각형의 중심을 지나는 축(c축)에 대하여 다른 3개의 축이 이루는 각은 직각이지만, 3개의 축은 서로 60˚의 각도로 교차하고 있다. 즉, 길이가 같은 3축이 60˚로 교차하고, 이들 축이 만드는 면에 길이가 다른 네 번째 축이 직교하고 있다. 이와 같은 성질을 가지는 결정을 정방정계라고 한다.  이와 같이, 축의 길이나 그것이 교차하는 각도의 유형에 따라 결정은 아래 그림과 같이 다음의 7가지 결정계로 나뉜다. ① 등방 정계 ② 정방 정계 ③ 사방 정계 ④ 단사 정계 ⑤ 삼사 정계 ⑥ 육방 정계 ⑦ 마름모 정계

## 결정의 구조
결정이 규칙적인 모양을 하고 있는 것은 그것을 이루고 있는 입자(원자－분자－이온)가 규칙적으로 배열되어 있기 때문이다.  지금 이 입자가 각각 크기가 같은 구체라 가정하고, 그 배열 방법을 생각해 보자. 공간에 빈틈없이 배열하는 데에는 위그림과 같이 두 가지 방법이 있다. 그림의 A와 B를 비교하면 B쪽이 더 빽빽이 배열되어 있다. 그래서 B와 같이 배열하여 첫 번째 층을 a, 두 번째 층을 b라고 하자. 그 위에 세 번째 층을 만드는데, 이때도 배열 방법에는 두 가지가 있다. 즉, 세 번째 층의 구체가 첫 번째 층의 구체의 바로 위에 겹치도록 배열하는 경우와 겹치지 않도록 배열하는 경우가 그것이다. 겹치게 배열한 경우를 육방 밀집 구조라고 하는데, 이것은 육방 정계의 구조가 된다. 또, 겹치지 않도록 배열한 경우를 입방 밀집 구조라고 하는데, 이것은 등방 정계의 구조가 된다.  금속의 결정 중에서 금·은·구리·알루미늄 등은 입방 밀집 구조를 취하고, 마그네슘·아연 등은 육방 밀집 구조를 취하고 있다. 나트륨이나 칼륨은 정육면체의 8개의 모서리와 중심에 구체가 있는 체심 입방 구조를 취하고 있는데, 이것은 입방 밀집 구조에 비해서 틈이 좀 더 벌어져 있다. 입방 밀집 구조를 비스듬히 옆으로 누이면 정육면체의 각면의 중심에 구체가 하나씩 들어간 면심 입방 구조가 된다.  이와 같이, 구체가 일정한 규칙에 따라 입체적으로 배열된 것을 공간 구조라고 한다. 공간 구조의 종류는 14종인데, 등축 정계에는 단순 입방 구조, 면심 입방 구조, 체심 입방 구조의 3종류, 육방 정계에는 육방 밀집 구조가 있다. 이 밖에 정방 정계에는 체심 정방 구조 외에 1종, 사방 정계에는 면심 사방 구조 외에 3종, 단사 정계에는 2종, 삼사 정계·마름모 정계에 각각 1종의 구조가 존재한다.

## 비결정성 고체
황가루를 시험관에 넣고 가열하여 녹인 것을 깔때기에 얹은 거름종이 위에 붓고 냉각시킨다. 거의 굳었을 때 거름종이를 펴면 황이 바늘 모양으로 결정(단사 정계)되어 있는 것을 볼 수 있다. 또, 황 가루를 이황화탄소에 녹여서 서서히 증발시키면 거의 팔면체인 결정(사방 정계)이 생긴다.  이에 대하여, 황 가루를 가열하여 녹인 다음 물속에 넣어서 갑자기 냉각시키면 거무스름한 덩어리가 되며 잡아당기면 고무처럼 늘어난다. 그리고 얼마 후에는 굳기 시작한다.이 상태에서 황은 결정을 이루지 않았으므로 비결정성이라고 한다.  그 까닭은, 황을 천천히 냉각시키거나 용액에서 용매를 증발시킬 경우에는 황의 원자가 규칙적으로 배열할 시간적 여유가 있으므로 결정을 이루게 되고 시간이 지남에 따라 성장해 가지만, 갑자기 냉각시키면 원자가 규칙적으로 배열할 시간적 여유가 없어 액체 때의 불규칙한 배열 그대로 고체가 되기 때문이다.  비결정성 황은 오랫동안 방치해 두면 사방 정계의 결정이 된다.  비결정성 고체의 대표적인 것은 유리이다. 보통의 유리는 700-800°C로 가열하면 녹지만, 냉각시키면 그 성분인 규소 1원자와 산소 4원자가 만들고 있는 정사면체가 공간적으로 무질서하게 배열되어 그물처럼 이어지기 때문에 비결정성이 된다고 한다. 그리고 비결정성 고체는 내부에서 입자가 결합하는 힘도 고르지 않기 때문에 일정한 녹는점을 보이지 않는다. 비결정형 상태를 '유리상태'라고도 한다.

## 같이 보기
- 결정
- 유리
- 비결정성 고체

## 참고 문헌
- 이 문서에는 다음커뮤니케이션(현 카카오)에서 GFDL 또는 CC-SA 라이선스로 배포한 글로벌 세계대백과사전의 〈고체의 성질〉 항목을 기초로 작성된 글이 포함되어 있습니다.